# غالية بنت محمد آل ثاني
الشيخة غالية بنت محمد بن حمد آل ثاني هي طبيبة وموظفة حكومية قطرية. شغِلت منصب وزيرة الصحة العامة في قطر خلال الفترة 2008–2009.

## الحياة المهنية
حصلت غالية بنت محمد آل ثاني على شهادة الطب من الجامعة الأردنية عام 1987، ثم تخصصت في طب الأطفال في لندن. في عام 1992، حصلت على عضوية الكلية الملكية للأطباء. كما أصبحت أول امرأة تتولى رئاسة قسم الأطفال في مستشفى حمد.
في عام 1998، بدأ العمل في القطاع الاجتماعي، حيث انضمت إلى اللجنة الوطنية للأطفال ذوي الاحتياجات الخاصة، ثم تولت رئاستها لاحقًا. مثَّلت قطر في اليونيسيف، وفي عام 2003، عُيِّنت في اللجنة الوطنية لحقوق الإنسان في قطر. وفي عام 2005، شغِلت منصب رئيسة مجلس إدارة الهيئة الوطنية للصحة في قطر.
في 1 يوليو 2008، عُيِّنت وزيرة للصحة العامة في قطر. وفي 28 أبريل 2009، خَلَفَها عبد الله بن خالد القحطاني في المنصب.
في عام 2008، عُيِّنت غالية أيضًا مديرةً لمؤسسة حمد الطبية.
تشغل الشيخة غالية عضوية مجلس الأمناء في مركز السدرة للطب والبحوث، وتترأس لجنة التخطيط السريري في المؤسسة.